# كليف بيرتون
كليفورد لي «كليف» بيرتون, (بالإنجليزية: Clifford Lee "Cliff" Burton)‏ (10 فبراير 1962 - 27 سبتمبر 1986) هو موسيقي وكاتب أغاني أمريكي عرف بكونه عازف الباس جيتار الثاني في فرقة ميتاليكا من ديسمبر 1982 حتى وفاته في سبتمبر عام 1986.
انضم بيرتون إلى ميتاليكا في عام 1982 وعزف على ألبومات الفرقة التسجيلية الثلاثة الأولى كل إم أول، رايد ذي لايتنينغ، ماستر أوف بابتس. وتم تسجيله أيضا بعد وفاته عن تأليف أغنية "To Live Is to Die" من ألبوم الفرقة الرابع...And Justice for All.
في 27 سبتمبر عام 1986، توفي بيرتون في حادث حافلة في محافظة كرونوبري، وهي منطقة ريفية في جنوب السويد، حيث كانت الفرقة تقوم بجولة لتروج لألبوم ماستر أوف بابتس. وحل محله عازف الباس جايسن نيوستد في الشهر التالي. كما أدخل أيضا بعد وفاته في الصالة الفخرية للروك آند رول مع ميتاليكا في 4 أبريل 2009. وتم وضعه في المرتبة التاسعة في استفتاء أعظم عازف باس غيتار على الإنترنت والذي نظمته رولينج ستون مجلة في عام 2011.

## وصلات خارجية
- كليف بيرتون على موقع IMDb (الإنجليزية)
- كليف بيرتون على موقع الموسوعة البريطانية (الإنجليزية)
- كليف بيرتون على موقع ميوزك برينز (الإنجليزية)
- كليف بيرتون على موقع إن إن دي بي (الإنجليزية)
- كليف بيرتون على موقع أول ميوزيك (الإنجليزية)
- كليف بيرتون على موقع ديسكوغز (الإنجليزية)
- كليف بيرتون على موقع قاعدة بيانات الفيلم (الإنجليزية)

- Metallica.com – The Official Metallica Website
- Cliff In Our Minds memorial website